# Pseudoxyrhophiinae
Pseudoxyrhophiinae is een onderfamilie van slangen die behoort tot de familie Lamprophiidae. De groep werd voor het eerst beschreven door Herndon Glenn Dowling, Jr in 1975. De onderfamilie telt 89 soorten in 21 geslachten.

## Taxonomie
- Onderfamilie Pseudoxyrhophiinae
  - Geslacht Alluaudina
  - Geslacht Amplorhinus
  - Geslacht Brygophis
  - Geslacht Compsophis
  - Geslacht Ditypophis
  - Geslacht Dromicodryas
  - Geslacht Duberria
  - Geslacht Heteroliodon
  - Geslacht Ithycyphus
  - Geslacht Langaha
  - Geslacht Leioheterodon
  - Geslacht Liophidium
  - Geslacht Liopholidophis
  - Geslacht Lycodryas
  - Geslacht Madagascarophis
  - Geslacht Micropisthodon
  - Geslacht Pararhadinaea
  - Geslacht Parastenophis
  - Geslacht Phisalixella
  - Geslacht Pseudoxyrhopus
  - Geslacht Thamnosophis